# Sin Sin Sin
Sin Sin Sin is nummer van de Britse zanger Robbie Williams uit 2006. Het is de vierde en laatste single van zijn zesde studioalbum Intensive Care.
Het nummer werd een bescheiden hitje in Europa. Het haalde in het Verenigd Koninkrijk de 22e positie. In de Nederlandse Top 40 haalde het de 9e positie, en in de Vlaamse Ultratop 50 kwam het niet verder dan nummer 25.